# Halapi Királyság
A Halapi Királyság az i. e. 14–13. század fordulóján rövid ideig, mintegy negyven évig fennálló államalakulat, amely a Hettita Birodalom vazallus territóriuma volt.

## Kialakulása
A Halap által vezetett észak-szíriai állam Mukis volt, amely már korábban is többször került hettita befolyás alá. I. Szuppiluliumasz hettita király az uralkodásának ötödik évében (körülbelül i. e. 1340-ben) indított nagy szíriai hadjáratában elfoglalta és hettita tartománnyá tette. Nem tudni, hogy korábbi uralkodójával, Ituradduval mi történt, elképzelhető, hogy a helyén maradt alattvaló kormányzóként, mivel a hettiták által elfoglalt Katnát valamikor ez időben egy Ituraddu nevű személy birtokolta. Ituraddu utódja azonban Telipinusz lett, a korábbi kizzuvatnai főpap, Szuppiluliumasz fia. A hódító király halála után Telipinusz önálló király lett, királysága gyakorlatilag azonos a korábbi Mukissal.

## Története
Szuppiluliumasz halála után Telipinusz önállóvá vált, hasonlóan a testvéréhez, Szarhurunuvasz karkemisi királyhoz. A Hettita Birodalomban öccse, II. Murszilisz uralkodott és a három testvér egymást segítve kormányzott. Telipinusz után fia, Talmi-Szarruma került Halap trónjára.
A Talmi-Szarruma és Telipinusz közti rokonságot a CTH#75 számú szerződés bizonyítja, amit II. Murszilisz kötött unokaöccsével. A baráti viszony továbbra is fennmaradt, i. e. 1285-ben, a kadesi csatában Halap hadereje is részt vett, amelynek kontingensét maga Talmi-Szarruma vezette, aki ekkor már huszonhét éve uralkodott. Ez azonban az utolsó ismert adat róla. A Halapi Királyság területe Szarhurunuvasz vagy I. Ini-Teszub uralkodása alatt beolvadt a Karkemisi Királyságba.

## Uralkodói
- Telipinusz (i. e. 1340–) i. e. 1322–1312
- Talmi-Szarruma i. e. 1312–1285 után